# Got to Get (Don Don)
Got to Get (Don Don) è il singolo di debutto da solista di Gabry Ponte, pubblicato nel 2001 e incluso l'anno seguente nell'album Gabry Ponte.

## Tracce
CD
1. Got to Get (feat. Stefania Piovesan) (FM Edit) – 4:06 (Gabry Ponte)
2. Got to Get (feat. Stefania Piovesan) (Ext Club Mix) – 5:44 (Gabry Ponte)
3. Memories – 4:43 (Gabry Ponte, Luca Ventafridda, Domenico Capuano)

Durata totale: 14:33
Vinile 12"
Lato A
1. Got to Get (Don Don) (feat. Stefania Piovesan) (Guitar Mix) – 6:05 (Gabry Ponte)

Lato B
1. Got to Get (Don Don) (feat. Stefania Piovesan) (Tekno Mix) – 4:34 (Gabry Ponte)
2. Got to Get (Don Don) (feat. Stefania Piovesan) (Max Aqualuce Cut) – 5:35 (Gabry Ponte)